# Международное воздушное право

Флаг Международной организации гражданской авиации (ИКАО)

Международное воздушное право — отрасль международного права, принципы и нормы которой регулируют правовой статус воздушного пространства и режимы его использования в целях аэронавигации.
Под регулированием режимов использования воздушного пространства в целях аэронавигации понимаются, прежде всего, вопросы осуществления международных воздушных перелётов гражданскими воздушными судами, исключая государственные воздушные суда (под которыми Чикагская конвенция о международной гражданской авиации 1944 года понимает военные, таможенные и полицейские суда).
Вопросы транзитного пролёта над международными проливами и архипелажными водами урегулированы Конвенцией ООН по морскому праву 1982 г. и, следовательно, относятся к международному морскому праву.

## История создания
В 1919 году Парижская конвенция закрепила принципы суверенитета государств над воздушным пространством. В 1944 году прошла Чикагская конференция о гражданской авиации. Принцип свободы полётов в международном воздушном пространстве. На конференции были приняты стандарты, которые являются юридически обязательными для международных полетов, оно не относится к воздушным судам, которые государство использует для осуществления своих властных функций (пограничный и таможенный контроль, оборона, полицейские функции и т. п.). Кроме того, в конвенции была заложена правовая база для создания Международной организации гражданской авиации (ИКАО); организация начала работу 4 апреля 1947 года.
Соглашение о международном воздушном транзите 1944 г. установило две свободы воздуха:
1. возможность полёта без посадки;
2. возможность посадки для технического обслуживания.

Соглашение о международном воздушном транспорте 1944 г. установило ещё три:
1. возможность высаживать пассажиров, выгружать груз и почту, взятые на территории государства, в котором зарегистрирован самолёт;
2. возможность принимать на борт пассажиров, груз и почту, следующие на территорию государства, в котором зарегистрирован самолёт;
3. возможность принимать на борт пассажиров, груз и почту, следующие на территорию любого из участвующих в Соглашении государств, возможность высаживать пассажиров, выгружать груз и почту, следующих из одного из этих государств.